# Gira de los Leones Británico-Irlandeses 2001
La Gira de los Leones Británicos e Irlandeses 2001 fue el 29 tour internacional de rugby de los europeos que tuvo lugar en Australia desde el 8 de junio al 14 de julio.
Fue la segunda gira que se realizó en el profesionalismo; la primera visita a los Wallabies en esta situación y la novena histórica; el primer tour de los Lions en el III milenio, en el siglo XXI y en los años 2000.

## Plantel

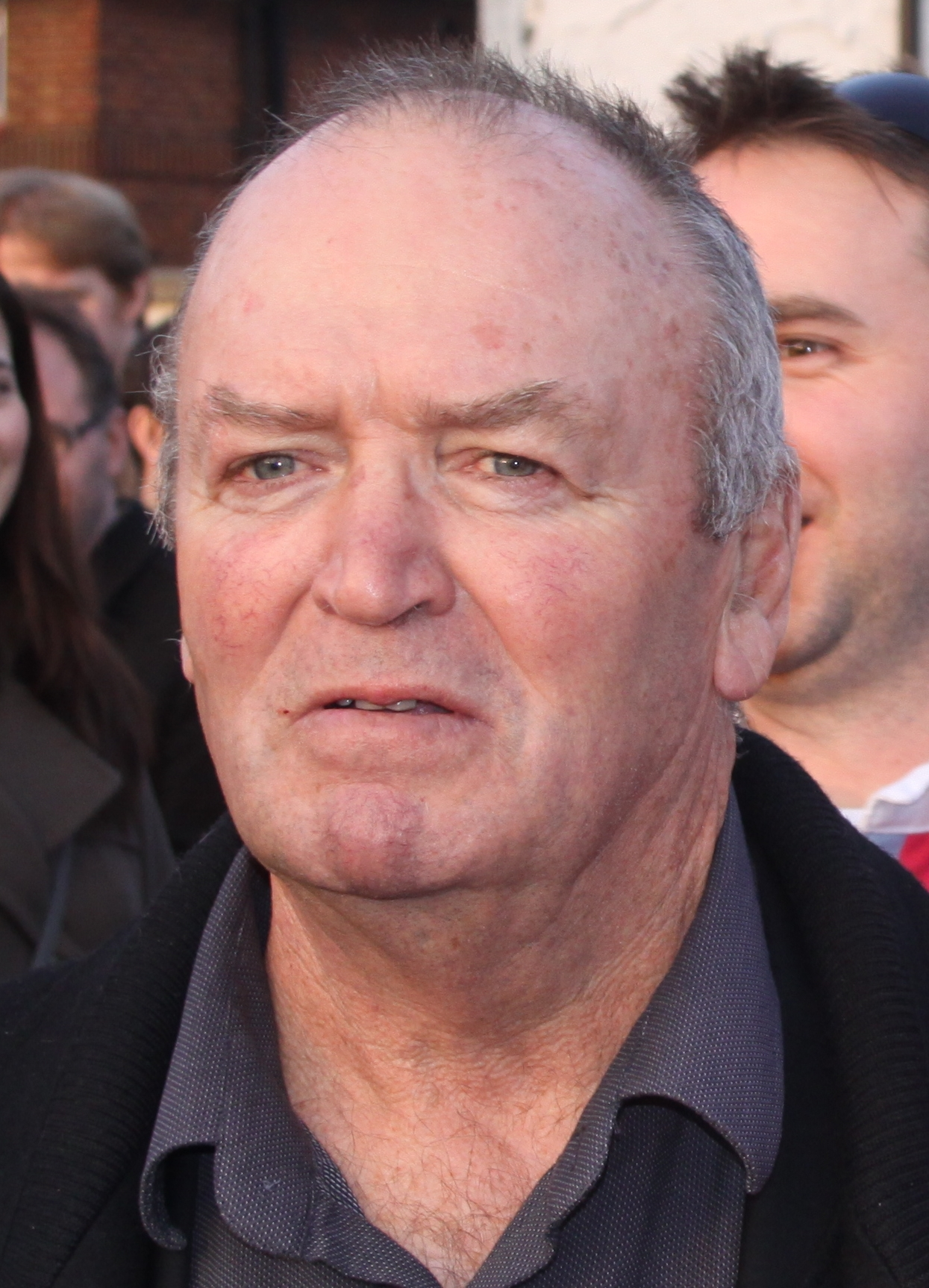
Henry fue el primer técnico extranjero a Irlanda y el R. U.

El neozelandés Henry (55 años), el primero extranjero, fue el entrenador en jefe y tuvo como asistente al inglés Andy Robinson.
|                          | Jugador            | Edad    | Posición      | Pruebas | Equipo             |
| ------------------------ | ------------------ | ------- | ------------- | ------- | ------------------ |
| Hookers y Pilares        |                    |         |               |         |                    |
|                          | Bandera de ?       | años    |               | x       |                    |
| 1                        | Tom Smith          | 29 años | Pilar         | 3       | Northampton Saints |
| 3                        | Phil Vickery       | 25 años | Pilar         | 0       | Gloucester Rugby   |
| 2                        | Keith Wood         | 29 años | Hooker        | 2       | Harlequins FC      |
| Segundas líneas          |                    |         |               |         |                    |
|                          | Bandera de ?       | años    | Segunda línea | x       |                    |
| 5                        | Danny Grewcock     | 28 años | Segunda línea | 0       | Bath Rugby         |
| 4                        | Martin Johnson     | 31 años | Segunda línea | ¿?      | Leicester Tigers   |
| Alas y Octavos           |                    |         |               |         |                    |
| 6                        | Martin Corry       | 27 años | Ala           | 0       | Leicester Tigers   |
|                          | Lawrence Dallaglio | años    | Octavo        | x       |                    |
| 7                        | Richard Hill       | 28 años | Ala           | ¿?      | Saracens           |
| 8                        | Scott Quinnell     | 28 años | Octavo        | 0       | Scarlets           |
|                          | Bandera de ?       | años    |               | x       |                    |
| Medios scrums            |                    |         |               |         |                    |
|                          | Matt Dawson        | años    | Medio scrum   | x       |                    |
|                          | Austin Healey      | años    | Medio scrum   | x       |                    |
| 9                        | Rob Howley         | 30 años | Medio scrum   | 0       | Cardiff RFC        |
| Aperturas y Centros      |                    |         |               |         |                    |
|                          | Mike Catt          | 29 años | Centro        | ¿?      | Bath Rugby         |
|                          | Bandera de ?       | años    |               | x       |                    |
| 12                       | Rob Henderson      | 28 años | Centro        | 0       | Munster Rugby      |
| 13                       | Brian O'Driscoll   | 22 años | Centro        | 0       | Leinster Rugby     |
| 10                       | Jonny Wilkinson    | 22 años | Apertura      | 0       | Newcastle Falcons  |
| Fullbacks y Wings        |                    |         |               |         |                    |
|                          | Bandera de ?       | años    |               | x       |                    |
| 14                       | Dafydd James       | 25 años | Wing          | 0       | Bridgend Ravens    |
| 15                       | Matt Perry         | 24 años | Fullback      | 0       | Bath Rugby         |
| 11                       | Jason Robinson     | 26 años | Wing          | 0       | Sale Sharks        |
| Entrenador: Graham Henry |                    |         |               |         |                    |

## Historia
La última vez que australianos y británico-irlandeses se enfrentaron había sido en la Gira de Australia 1989, año en que se fijó el calendario y la regla de enfrentamiento cada 12 años, oportunidad en la que los Leones vencieron.
Johnson fue el primer capitán en dos giras consecutivas y el único jugador hasta el galés Sam Warburton en la siguiente década. Un total de 44 rugbistas europeos participaron, debido a las numerosas lesiones que se produjeron durante la gira y obligaron a convocar de emergencia a siete jugadores más. Además el tour es famoso por el malestar y enfrentamiento con Henry, de algunos rugbistas molestos por jugar solo los partidos de entrenamiento y no las pruebas.
Por vez primera en la historia del rugby y luego de ocho giras anteriores, los Leones perdieron una serie contra los Wallabies. La próxima visita sería la Gira de Australia 2013.

## Partidos de entrenamiento

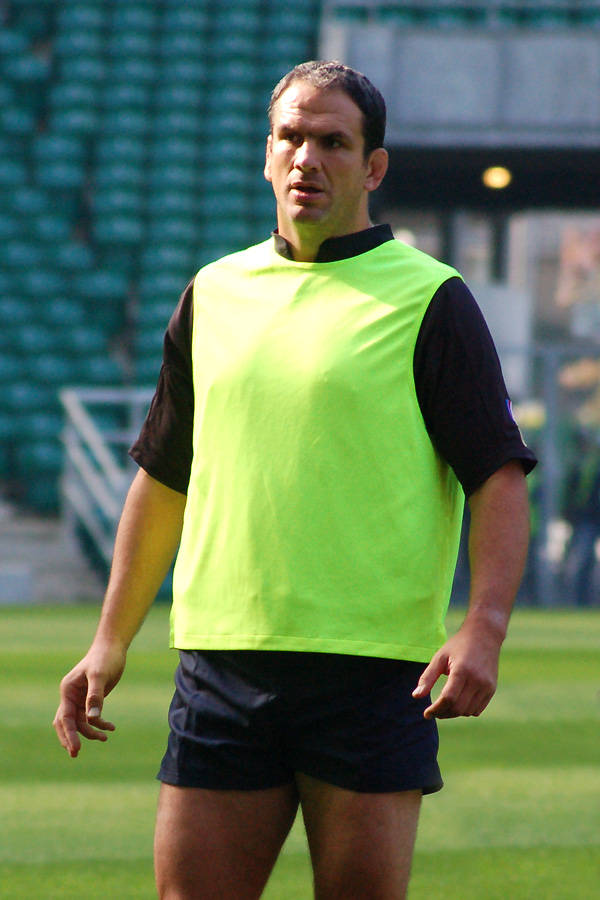
El inglés Johnson fue el primer capitán en dos giras.

| Fecha       | Rival                    | Resultado |        | Lugar                  | Espectadores | Ciudad        |
| ----------- | ------------------------ | --------- | ------ | ---------------------- | ------------ | ------------- |
| 8 de junio  | Western Australia        | 10 – 116  | Leones | WACA Ground            | ¿?           | Perth         |
| 12 de junio | Queensland Presidents XV | 6 – 83    | Leones | Willows Sports Complex | ¿?           | Townsville    |
| 16 de junio | Queensland Reds          | 8 – 42    | Leones | Estadio Ballymore      | ¿?           | Brisbane      |
| 19 de junio | Australia A              | 28 – 25   | Leones | Estadio Central Coast  | ¿?           | Gosford       |
| 23 de junio | Waratahs                 | 24 – 41   | Leones | Estadio de Fútbol      | ¿?           | Sídney        |
| 26 de junio | NSW Country Cockatoos    | 3 – 46    | Leones | Estadio Internacional  | ¿?           | Coffs Harbour |
| 3 de julio  | Brumbies                 | 28 – 30   | Leones | Estadio Canberra       | ¿?           | Canberra      |

## Wallabies
Entrenador: Rod Macqueen
Forwards
- Michael Foley
- Jeremy Paul
- John Eales
- Owen Finegan
- George Smith
- Matt Cockbain
- Brendan Cannon
- David Lyons

Backs
- George Gregan
- Daniel Herbert
- Chris Latham
- Joe Roff
- Stephen Larkham
- Nathan Grey
- Matt Burke
- Elton Flatley

## Pruebas
Primera fecha
| 30 de junio | Australia                                  | 13 – 29 | Leones                                                                                                 | The Gabba, Brisbane                                      |                                                          |
| 19:00       | Tries Grey 66' Walker 68' Penal Walker 18' |         | Tries 3' Robinson 32' James 41' O'Driscoll 50' Quinnell Conversiones Wilkinson (3) Penal Wilkinson 44' | Asistencia: 37.460 espectadores Árbitro(s): André Watson | Asistencia: 37.460 espectadores Árbitro(s): André Watson |

### Prueba clave
| 7 de julio | Australia                                             | 35 – 14 | Leones                         | Estadio Docklands, Melbourne                                |                                                             |
| 19:00      | Tries Roff , Burke Conversión Burke Penales Burke (6) |         | Try Back Penales (3) Wilkinson | Asistencia: 56.605 espectadores Árbitro(s): Jonathan Kaplan | Asistencia: 56.605 espectadores Árbitro(s): Jonathan Kaplan |

### Última fecha
| 14 de julio | Australia                                                | 29 – 23 | Leones                                                                    | Estadio ANZ, Sídney                                       |                                                           |
| 19:00       | Tries Herbert , Conversiones Burke (2) Penales Burke (5) |         | Tries Robinson Wilkinson Conversiones (2) Wilkinson Penales (3) Wilkinson | Asistencia: 84.188 espectadores Árbitro(s): Paddy O'Brien | Asistencia: 84.188 espectadores Árbitro(s): Paddy O'Brien |